# GNU Privacy Guard
GNU Privacy Guard (GnuPG o GPG) és un programa lliure amb llicència GNU General Public License que reemplaça la suite PGP de programari criptogràfic. Aquest programa forma part del Projecte GNU de la Free Software Foundation i ha rebut finançament del govern alemany. GnuPG compleix completament l'estàndard OpenPGP de la IETF. Les versions actuals de PGP són compatibles amb GnuPG i amb altres programes que respecten OpenPGP. Tot i que algunes versions antigues de PGP també són compatibles, no totes les característiques dels programes més moderns són compatibles amb els programes més antics.

## Història
GnuPG va ser programat originalment per Werner Koch. La versió 1.0.0 es va llançar el 7 de setembre de 1999. El ministeri d'economia del govern alemany va subvencionar la documentació i la portabilitat a Microsoft Windows l'any 2000. El projecte va passar una forta crisi entre 2010 i 2012. A inicis de 2013 es feu públic que segons Edward Snowden la NSA no havia aconseguit trencar les mesures de seguretat del programari i que ell mateix emprava GnuPG per a comunicar-se amb els periodistes. Això comportà que Werner Koch decidís continuar el projecte, subsistint de donacions. El 2015 va assolir estabilitat econòmica i el 2023 GPG fins i tot podia esdevenir patrocinador de KDE.

## Usos
GnuPG és un programa estable i de qualitat que s'inclou normalment en els sistemes operatius lliures com FreeBSD, OpenBSD o totes les distribucions de GNU/Linux. També hi ha versions compilades per a Microsoft Windows i Mac OS X. Per a Mac OS X hi ha una versió anomenada MacGPG que s'ha adaptat per a utilitzar la intefície d'usuari i les classes natives d'OS X.
Tot i que les funcionalitats de GnuPG es poden utilitzar a través de la línia d'ordres, hi ha diversos programes que permeten utilitzar-lo en mode gràfic. GnuPG ha estat integrat a programes com KMail i Evolution, els clients de correu electrònic per defecte dels dos escriptoris més populars de Linux, KDE i GNOME respectivament. Per a GNOME també hi ha una interfície gràfica anomenada Seahorse. També existeix una extensió dels programes Mozilla i Mozilla Thunderbird anomenada Enigmail que permet utilitzar-lo en totes les plataformes on aquests programes funcionen. També hi ha programes web com Horde que l'utilitzen.

## Funcionament
GnuPG xifra missatges usant parelles de claus asimètriques generades individualment per usuaris de GnuPG. Les claus públiques resultants poden ser intercanviades amb altres de diverses formes, com per exemple amb un servidor de claus. L'intercanvi s'ha de fer amb cura per evitar una suplantació d'identitat que modifiqui la correspondència entre la clau pública i la identitat associada. Es pot afegir una signatura digital a un missatge de manera que la integritat del missatge i l'origen del missatge es pugui verificar.
GnuPG no utilitza algoritmes o programes patentats com per exemple l'algoritme IDEA que sempre ha estat present a PGP. En canvi, utilitza una varietat d'altres algoritmes com CAST5, Triple DES, AES, Blowfish o Twofish. Es pot utilitzar IDEA utilitzant un afegit específic, tot i que en alguns països i per alguns usos caldrà adquirir una llicència. A partir de la versió 1.4.13, GnuPG ja és compatible amb IDEA.
GnuPG és un programari híbrid en el sentit que utilitza una combinació de criptografia simètrica convencional per obtenir velocitat i criptografia de clau pública per l'intercanvi de claus. Típicament, usa la clau pública del remitent per xifrar una clau de sessió que s'utilitza una sola vegada. Aquest mode d'operar és part de l'estàndard OpenGPG i forma part de PGP des de la seva primera versió.